# Kurt Nilsen
Kurt Erik Kleppe Nilsen (* 29. září 1978 Bergen) je norský poprockový zpěvák. V roce 2003 vyhrál v norské verzi soutěže Pop Idol (v ČR běžela pod názvem Česko hledá Superstar). Vzápětí se celosvětově proslavil hitem She's So High, prvním singlem z jeho prvního alba I. O rok později se stal prvním a dosud jediným vítězem mezinárodní verze World Idol, v níž se utkali vítězové národních soutěží.

## Diskografie
- I (2003)
- A Part of Me (2004)
- Push Push (2007)
- Rise to the Occasion (2008)
- Have Yourself a Merry Little Christmas (2010)
- Inni en god periode (2013)
- Kurt Nilsen Live (2013)